# تيم لان (لاعب اتحاد الرغبي)
تيم لان (بالإنجليزية: Tim Lane)‏ هو لاعب اتحاد الرغبي أسترالي، ولد في 24 نوفمبر 1959 في كونابرابران ‏ في أستراليا.